# Xenos colombiensis
Xenos colombiensis (лат.) — вид веерокрылых насекомых рода Xenos из семейства Xenidae. Встречается в Южной Америке: Колумбия. Длина тела самца 2,57 мм, основная окраска желтовато-коричневая. Лапки 4-члениковые. Крылатые самцы на преимагинальной стадии и червеобразные безногие самки большую часть жизни проводят в теле общественных ос (Vespidae). Паразиты рода Polistes, например, Polistes myersi (Linneaus). Вид был впервые описан в 2020 году американскими энтомологами Jerry Cook (Sam Houston State University, Huntsville, Техас, США), Daniela Mayorga-Ch (Богота) и Carlos Sarmiento (Богота), по типовым материалам из Колумбии.